# Älvdalen (comuna)
Älvdalen (em sueco: Älvdalens kommun) é uma comuna da Suécia localizada no condado de Dalecárlia. Sua capital é a cidade de Älvdalen. Possui 6 872 quilômetros quadrados e segundo censo de 2018, havia 7 121 habitantes.